# Mimosa scabrella
Mimosa scabrella Benth., 1841 è una pianta appartenente alla famiglia delle Fabacee originaria dell'America meridionale, ove è comunemente nota come bracatinga.

## Descrizione

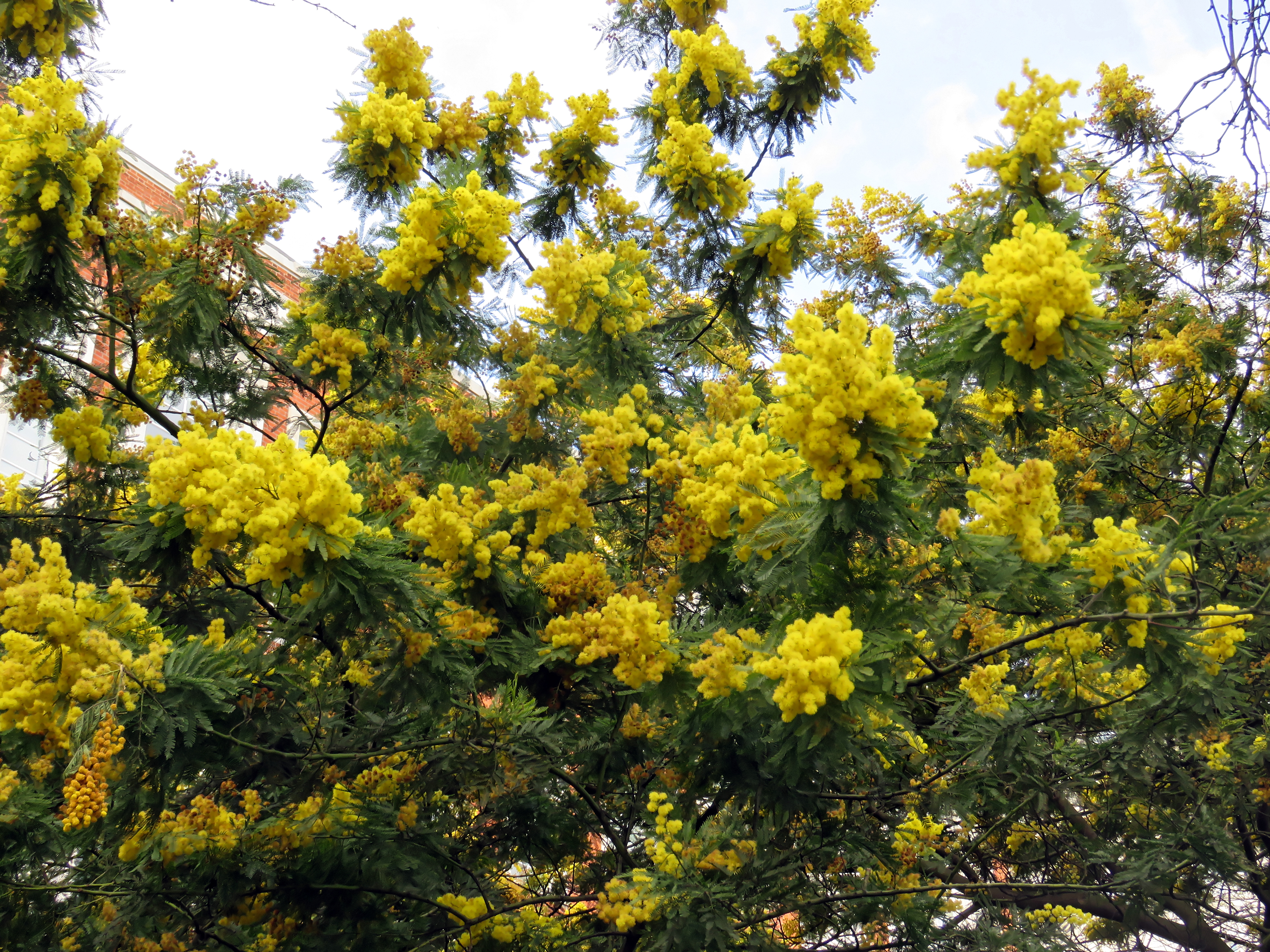
Foglie e fiori di M. scabrella

Si presenta come un grande albero alto fino a 15-20 metri, con la caratteristica di poter crescere molto rapidamente anche in zone molto calde e aride.
Il fusto può raggiungere i 4 metri di diametro.

## Distribuzione e habitat
É presente in Brasile (Paraná, Santa Catarina, Rio Grande do Sul) e Argentina, dove è noto con i nomi di bracaatinga, abaracaatinga o  paracaatinga.

## Biochimica
Produce nella scorza del tronco triptamine, N-metiltriptamina e un alcaloide beta-carbolino, la 2-metil-THBC 2-metil-tetraidrobetacarbolina.